# نعيمة إلياس
نعيمة إلياس (مواليد 6 يونيو 1951) هي ممثلة مغربية.  شاركت في العديد من الأفلام والمسلسلات التلفزيونية المغربية.

## حياتها ومسيرتها
ولدت في الدار البيضاء،
مسارها الفني يمتد لأربعين سنة برغم المعانات والصعوبات والعراقيل، استطاعت الفنانة المغربية نعيمة إلياس أن تثبت حضورها برصيدها الفني الذي يمتد لأكثر من 40 سنة من الإبداع والعطاء في الساحة الفنية المغربية والعربية.
في رصيد الفنانة نعيمة إلياس 30 مسرحية على خشبات المسارح المغربية وفي بعض الدول العربية، وأكثر من 20 فيلما تلفزيونيا بين القناة الأولى والثانية.
10 أفلام سينمائية و6 سيتكومات بين القناتين الوطنيتين المغربيتين و4 أفلام تلفيزيونية من تأليفها ثم بثها على شاشة القناة الأولى.
كتبت نعيمة إلياس مسرحية 'مطربة الحي' الشهيرة سنة 1992، وعرضت في القناة الثانية، كما عرضت في مدن وجهات المملكة. كما أن نعيمة إلياس كانت عضوة لمدة ست سنوات في المكتب التنفيذي للنقابة الوطنية لمحترفي المسرح لمدة ست سنوات من سنة 2007 إلى سنة 2011، وعضوة في لجنة التحكيم للدعم المسرحي بوزارة الثقافة بشراكة مع النقابة الوطنية لمحترفي المسرح من سنة 2009 إلى 2011.عضوة لجنة التحكيم للفيلم القصير بالمحمدية سنة 2007.
وعضوة لجنة تحكيم مسابقة الفيلم الطويل في المهرجان الدولي للفيلم بالإسكندرية سنة 2009. وعضوة لجنة تحكيم الفيلم القصير في مهرجان وجدة سنة 2012.
حظيت الفنانة المتألقة نعيمة إلياس بأكثر من عشر تكريمات من طرف عدة جمعيات مدنية محلية ووطنية.
مع فرقة البدوي للمسرح كانت انطلاقتها الفنية
تنحدر من مدينة أسفي الشاطئية مدينة الطين والسمك، حيث عبق الحضارة ووهج التاريخ وفسيفساء العمران، من خشبة المسرح سطع نجم الفنانة نعيمة إلياس، فكانت انطلاقتها الأولى، أخذها سحر التمثيل لتصبح ممثلة، فخاضت غمار التشخيص وتقمص الأدوار في المسرح والتلفزيون والسينما.
تلمست خطواتها الأولى في التمثيل مع فرقة البدوي المسرحية، فكانت هي مدرستها الأولى، تكونت بداخلها وحققت رفقتها نجاحات كثيرة على خشبة المسرح، كان أول وقوف لنعيمة إلياس أمام الجمهور، من خلال مسرحية 'المثري النبيل' لفرقة البدوي، كانت صغيرة السن، لكن أدائها كان جيدا. وعادت إلياس مرة أخرى، بعد غياب لفترة طويلة، لمسرح البدوي من خلال مسرحية 'وليدات الزنقة'، التي قدمت في العديد من المدن المغربية والجزائر. كانت هذه المسرحية هي الانطلاقة الرسمية، التي بصمت المسار الفني لنعيمة إلياس مع فرقة البدوي.
لم تتلق عروضا فنية تحمسها للمشاركة في السينما
أبانت نعيمة إلياس عن تفوقها في مجموعة من الأعمال التلفزيونية، فلعبت العديد من الأدوار، خاصة في الأعمال التاريخية، والأعمال التي تؤرخ للمرأة المغربية، ولمنجزاتها في مختلف المجالات، فشاركت الفنانة نعيمة إلياس في الفيلم التلفزيوني 'مرحبا' للمخرجة زكية الطاهري، وفي شريط 'هدي والتوبةّ' الذي عرضته القناة الثانية. كما شاركت في عدة سيتكومات تلفزيونية، من أبرزها 'الربيب' مع سعيد الناصري، و'هادا حالي' مع عبد لله ديدان، وفي عدة مسلسلات، منها على سبيل المثال مسلسل 'تريكة البطاش'، ومسلسل 'صيف بلعمان' لشفيق السحيمي، والفيلم التلفزيوني ' اللعب مع الذئاب' مع سعيد الناصري، وسلسلة 'كوول... سنتر'، من إخراج نرجس النجار، وهشام العسري.
ربما لا تمتلك نعيمة إلياس رصيدا كبيرا في السينما، وتبقى الأدوار التي لعبتها في السينما المغربية أدوارا محدودة، لأنها لم تتلق عروضا فنية تحمسها للمشاركة في السينما، كما تقول هي بنفسها.هذه إذن هي الفنانة نعيمة إلياس، بصمت بحضورها المتألق الساحة الفنية المغربية لأزيد من أربعة عقود.

## أعمالها

### من المسلسلات
- الربيب
- قطار الحياة
- هذا حالي
- سبيل المثال
- البعد الآخر
- صيف بلعمان
- تريكة البطاش
- كول سانتر
- نعام آلالة
- مومو عينيا
- البوي
- عيون غائمة (مسلسل)
- جروح

### من الأفلام
- 2004: ليالي بيضاء
- 2012: الطريق إلى طنجة
- 2013: البايرن

## وصلات خارجية
- نعيمة إلياس على موقع IMDb (الإنجليزية)
- نعيمة إلياس على موقع IMDb (الإنجليزية)
- نعيمة إلياس على موقع قاعدة بيانات الأفلام العربية